# Kabaena
Kabaena é uma ilha da Indonésia no mar das Flores com área de 873 km², na província de Celebes do Sudeste. Fica a sul de Celebes (Sulawesi). Tem área de 873 km2. No censo de 2010 tinha 35558 habitantes e em 2020 a população era 42877.